# Carpomys melanurus
Carpomys melanurus is een knaagdier uit het geslacht Carpomys dat voorkomt op Mount Data en Mount Pulag in de provincie Benguet van Luzon, het grootste eiland van de Filipijnen. Daar leeft hij in hooglandregenwoud van 2200 tot 2700 m hoogte. De beschermingsstatus in onzeker: hoewel hij mogelijk lokaal algemeen is, is zijn verspreiding zeer klein.
In 2008 vond een groep van wetenschappers onder leiding van Lawrence Heaney een dood exemplaar van deze knaagdiersoort in Mount Pulag National Park. De vondst toonde aan dat de soort inderdaad voorkomt op een hoogte van 2200 tot 2700 meter en dat Carpomys melanurus, behalve op Mount Data ook voorkomt op Mount Pulag. Voor deze waarneming was de soort slechts op Mount Data waargenomen. De laatste waarneming betrof die door John Whitehead in 1896. Het dode exemplaar dat in 2008 op Mount Pulag gevonden werd had een dichte zachte roodbruine vacht, een zwart masker rond de grote donkere ogen, kleine ronde oren, een brede stompe snuit en een lange staart bedekt met donkerkleurig haar. Het woog 185 gram.